# Marxa Romànica Mèdium de Navàs
La Marxa Romànica Mèdium de Navàs és una caminada de resistència no competitiva pel Centre Excursionista de Navàs, que forma part del Circuit Català de Caminades de Resistència (CCCR) de la Federació d'Entitats Excursionistes de Catalunya (FEEC).
Aquesta prova de resistència no competitiva és una versió més reduida de la Marxa Romànica de Resistència, també organitzada pel Centre Excursionista de Navàs, la qual segueix també part del recorregut del GR 176 amb sortida i arribada a Navàs, però que a diferència de l'anterior té una distància més curta, de 48 quilometres, i un desnivell acumulat d'uns 2424 metres, estant situada entre les cotes de 325 metres i 770 metres. La 'Marxa Romànica Mèdium de Navàs' és una prova esportiva plena de cultura i història, que transcorre per les ermites romàniques de la Catalunya Central. És un gran repte individual pels que es volen iniciar a les llargues distàncies. Amb laquesta marxa s'ha aconseguit la recuperació d'alguns trams d'antics camins que eren ja perduts i han estat acondicionats per a la disputa de la prova. L'itinerari de la Marxa Romànica Medium de Navàs, després de la sortida de Navàs, passa per la Torre de Merola, Cal Marçal, Cal Pallot, Sant Pau de Pinós, Sant Miquel de Terradelles, Santa Maria de Cornet i, finalment, de nou, arriba a Navàs.